# Stade Rennais FC
A Stade Rennais Football Club egy élvonalbeli francia labdarúgóklub Rennes városában. A csapatot 1901-ben alapították Stade Rennais Université Club néven, mai nevüket 1971-ben vették fel. Ugyanebben az évben megnyerték a francia kupát, a döntőben az Olympique Lyonnais-t győzték le. A klub jelenlegi edzője Julien Stéphan, az elnök Jacques Delanoë, a tulajdonos a milliárdos François Pinault. 1999-ben a csapat döntőt játszott az UEFA Intertotó-kupában, ahol a Juventustól szenvedett vereséget 4-2-es összesítéssel. 2008-ban megnyerték a sorozatot. 2019-ben újra elhódították a francia kupát, miután a döntőben 2-2-es állás után 11-esekkel (6-5) legyőzték az esélyesebbnek tartott Paris Saint Germain együttesét.

## Sikerei
Ligue 2
- Aranyérmes (2) 1955–56, 1982–83

Coupe de France
- Győztes (3): 1964–65, 1970-71, 2018-19
- Döntős (4): 1921-22, 1934-35, 2008-09, 2013-14

Coupe de la Ligue
- Döntős (1): 2012-13

Trophée des champions
- Győztes (1): 1971

Intertoto Kupa:
- Döntős: 1999

## Játékosok

### Jelenlegi keret
2024. szeptember 12. szerint.
| #  |     | Poszt | Név                 |
| -- | --- | ----- | ------------------- |
| 1  | FRA | K     | Gauthier Gallon     |
| 3  | FRA | V     | Adrien Truffert     |
| 4  | CMR | V     | Christopher Wooh    |
| 6  | NED | V     | Azor Matusiwa       |
| 7  | DEN | CS    | Albert Grønbæk      |
| 8  | FRA | KP    | Baptiste Santamaria |
| 9  | FRA | CS    | Arnaud Kalimuendo   |
| 10 | ALG | CS    | Amine Gouiri        |
| 11 | FRA | CS    | Ludovic Blas        |
| 15 | SEN | KP    | Mikayil Faye        |
| 16 | SEN | K     | Alfred Gomis        |
| 17 | WAL | CS    | Jordan James        |
| 19 | DEN | CS    | Henrik Meister      |

| #  |     | Poszt | Név                                                       |
| -- | --- | ----- | --------------------------------------------------------- |
| 20 | COL | KP    | Andrés Gómez                                              |
| 22 | FRA | V     | Lorenz Assignon                                           |
| 27 | POR | CS    | Jota                                                      |
| 28 | FIN | KP    | Glen Kamara                                               |
| 30 | FRA | K     | Steve Mandanda                                            |
| 32 | FRA | KP    | Naouirou Ahamada (kölcsönben a Crystal Palace csapatától) |
| 33 | NED | V     | Hans Hateboer ,                                           |
| 36 | GHA | V     | Alidu Seidu                                               |
| 38 | FRA | CS    | Djaoui Cissé ,                                            |
| 40 | FRA | K     | Geoffrey Lembet ,                                         |
| 48 | MAR | V     | Abdelhamid Ajt Búdlal                                     |
| 55 | NOR | V     | Leo Østigård                                              |
| 80 | TUR | K     | Doğan Alemdar                                             |

### Ifjúsági és utánpótlás keret
2019. február 25. szerint.
| # |     | Poszt | Név                |
| - | --- | ----- | ------------------ |
| - | FRA | K     | Théo Louis         |
| - | FRA | K     | Guillaume Veinante |
| - | FRA | V     | Rayane Doucouré    |
| - | FRA | V     | Brandon Soppy      |
| - | FRA | V     | Justin Gru         |
| - | FRA | V     | Matthieu Huard     |
| - | FRA | V     | Maxime Bernauer    |
| - | FRA | V     | Lilian Brassier    |
| - | FRA | V     | Warmed Omari       |
| - | FRA | V     | Sacha Boey         |
| - | ANG | KP    | Eduardo Camavinga  |
| - | FRA | KP    | Yann Gboho         |

| # |     | Poszt | Név              |
| - | --- | ----- | ---------------- |
| - | FRA | KP    | Billal Mehadji   |
| - | ROU | KP    | George Merloi    |
| - | FRA | KP    | Mathis Picouleau |
| - | FRA | KP    | Baptiste Gautier |
| - | FRA | KP    | Alexis Trouillet |
| - | FRA | CS    | Georginio Rutter |
| - | FRA | CS    | Adrien Truffert  |
| - | FRA | CS    | Lucas Da Cunha   |
| - | FRA | CS    | Arnaud Tattevin  |
| - | FRA | CS    | Isaac Matondo    |
| - | FRA | CS    | Alan Kerouedan   |

### Korábbi jelentős játékosok

#### Francia játékosok
| - Jocelyn Angloma - Dominique Arribagé - Jean-Luc Arribart - Marcel Aubour - Jean-Pierre Brucato - Louis Cardiet - Patrice Carteron - Ousmane Dabo - Claude Dubaële - Julien Escudé - Pascal Fugier | - Franck Gava - Stéphane Grégoire - Bernard Goueffic - Jocelyn Gourvennec - Yoann Gourcuff - Stéphane Guivarc’h - André Guy - Nicolas Goussé - Laurent Huard - Raymond Kéruzoré - Guy Lacombe | - Georges Lamia - Bernard Lama - Robert Lamartine - Jean-Claude Lavaud - Serge Lenoir - Ulrich Le Pen - Serge Le Dizet - Marcel Loncle - Bertrand Marchand - Olivier Monterrubio - Didier Notheaux | - Frédéric Piquionne - Jean Prouff - Anthony Réveillère - Robert Rico - Daniel Rodighiéro - Mickaël Silvestre - Gérard Soler - Guy Stéphan - Yannick Stopyra - Sylvain Wiltord |  |

#### Külföldi játékosok
| - Farès Bousdira - Mahi Khennane - Carlos Bocanegra - Jordan Pefok - Oscar Muller | - César - Luis Fabiano - Petr Čech - Boubacar Barry - Laurent Pokou | - Erik Van Den Boogaard - Sokrat Mojsov - Goran Pandurović - Blaž Slišković - Sylvester Takač - François Omam-Biyik - Shabani Nonda - Jerzy Willim | - Nájf Akerd - Simonyi András - Uwe Reinders - John Utaka - Salvador Artigas - Alexander Frei - Marco Grassi | - Erik Edman - Andreas Isaksson - Kim Källström - Lamine Diatta - El-Hadji Diouf - Nemanja Matić - Majid Musisi |